# Phyllostomus hastatus
El murciélago de nariz lanceolada (Phyllostomus hastatus) es una especie de murciélago filostómido de Sudamérica y de América Central.

## Hábitat
Phyllostomus hastatus es un murciélago que vive en regiones neotropicales de Sudamérica. Es muy común entre el sur Honduras hasta Perú, Bolivia y Paraguay, en las tierras bajas hasta los 1.100 m de altitud. Si bien se lo suele encontrar cerca de cursos de agua, también a veces habita zonas más secas. No hace preferencia en cuanto a zonas abiertas o boscosas.

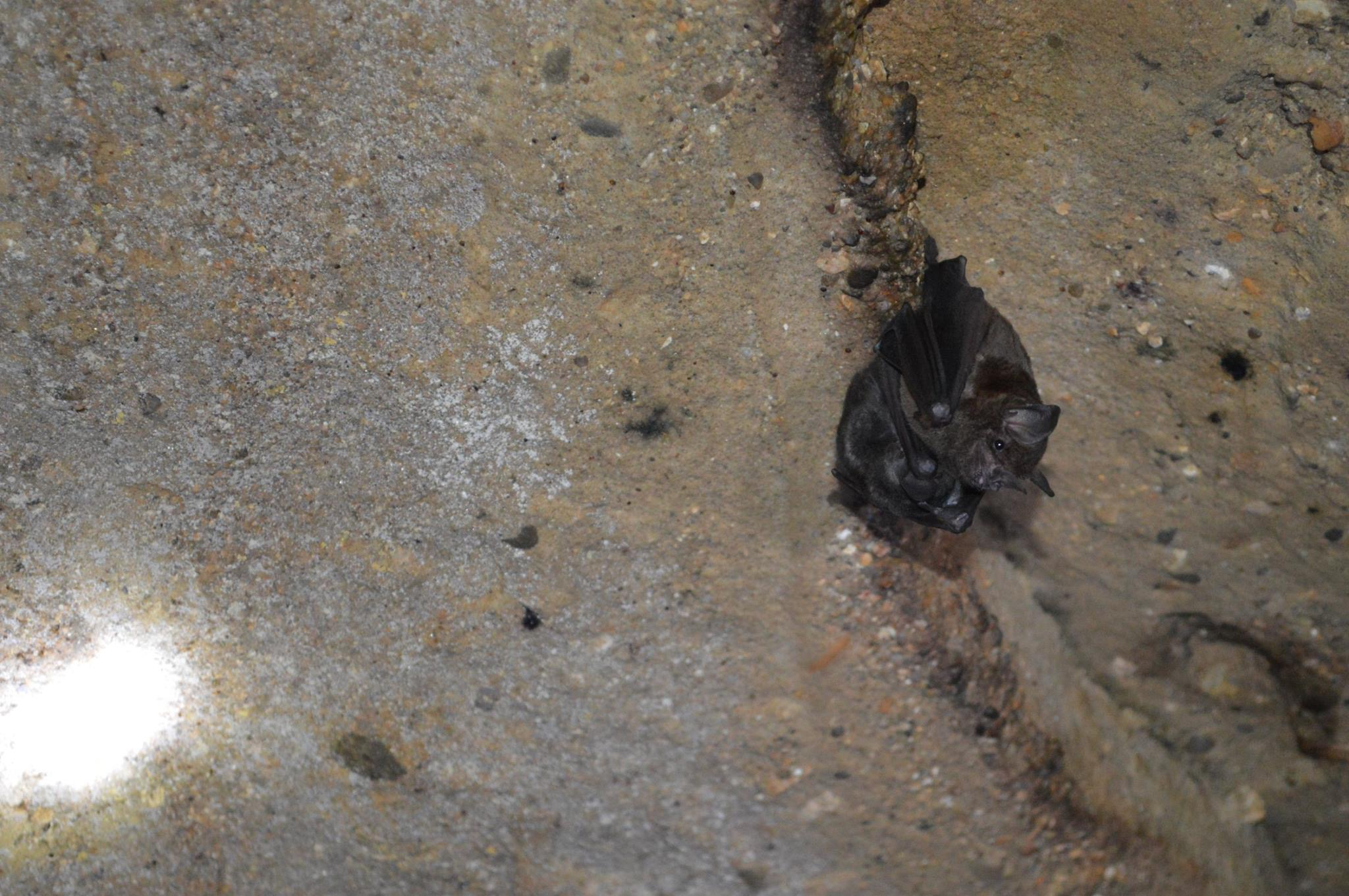
Dos ejemplares captados en el parque nacional Carrasco en Bolivia.

## Descripción
El murciélago de nariz lanceolada es uno de los murciélagos grandes de Sudamérica, con un cuerpo que mide entre 100 a 130 mm, y alas que abarcan unos 445 mm. A pesar de su tamaño es muy liviano, pesando unos 81 gramos. Su pelo largo y grueso es de color marrón, con la zona ventral presentando un ligero tinte naranja. Posee un hocico muy desarrollado en forma de pantalla, que le da su nombre. Sus orejas se encuentran muy separadas y son más chicas que las de otros animales de la misma familia. Poseen una hendidura en forma de V en su labio inferior que posee numerosas verrugas. Los machos poseen un saco de pescuezo agrandado. La hembra posee también el saco de pescuezo, aunque es más pequeño y simple.

## Comportamiento
Tiene un comportamiento nocturno. Durante el día se refugia en cuevas. Forma colonias de más de 100 individuos. Se alimenta de vertebrados pequeños y de frutas, néctar y polen.

## Importancia sanitaria
Esta especie es considerada como vector biológico de la rabia.